# Reta de Euler

Reta de Euler

Em geometria, a reta de Euler (linha vermelha na imagem), em homenagem ao matemático Leonhard Euler, é a linha que passa pelo ortocentro (azul), o circuncentro (verde), e o baricentro (amarelo) dividindo o triângulo.

Euler demonstrou que esses três pontos são sempre colineares, independentemente da natureza do triângulo. O centro do círculo de Euler (também conhecido como círculo de 7 pontos) está no meio do segmento de reta que liga o ortocentro e o circuncentro, e a distância entre o baricentro ao circuncentro é igual à metade da distância entre o baricentro e o ortocentro.